# Criptopòrtic

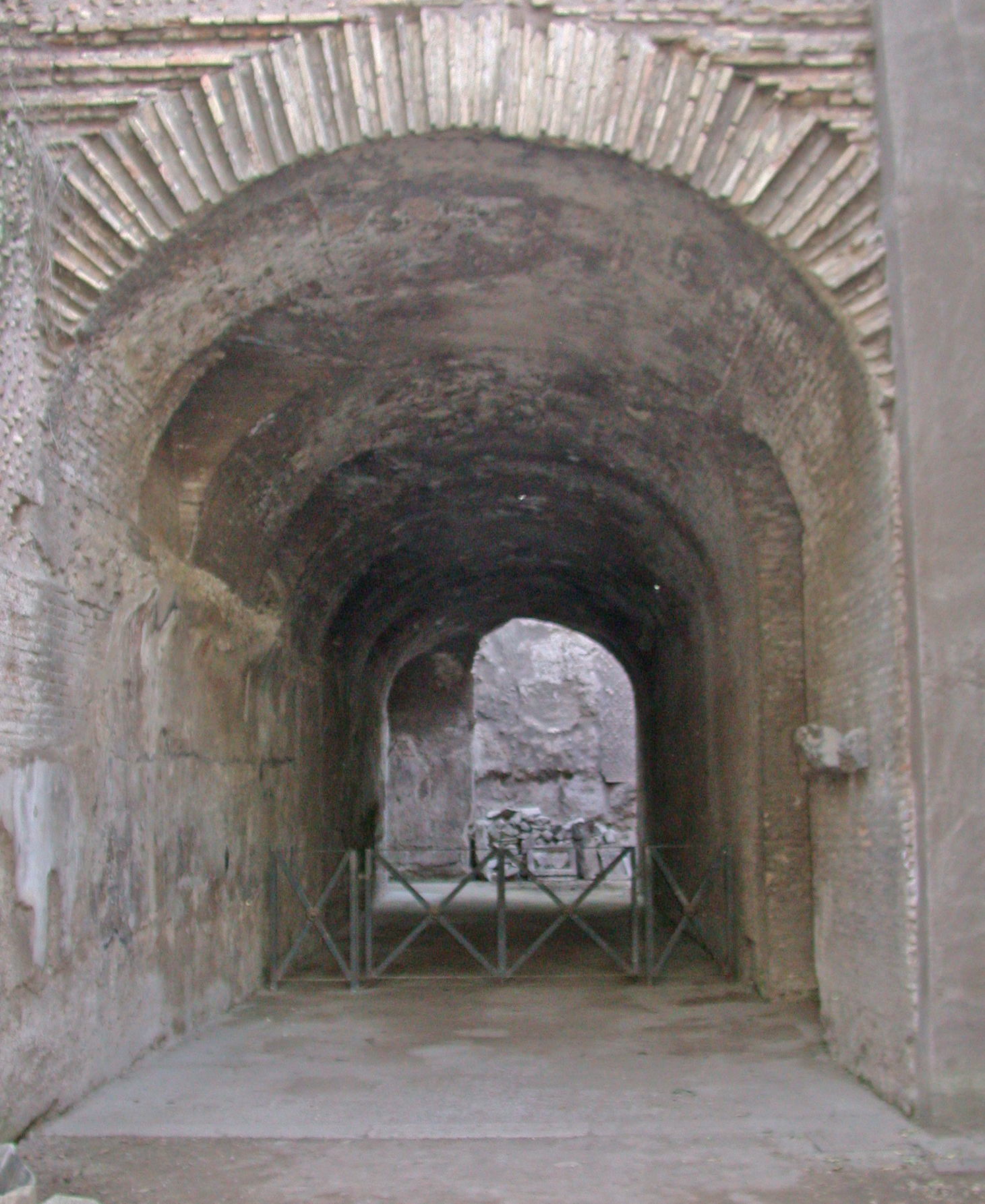
El criptopòrtic de Neró, al Palatí

Un criptopòrtic (del llatí cryptoporticus, de crypta i porticus) és el passadís cobert de l'arquitectura de l'antiga Roma, molt sovint recobert amb volta i il·luminat per obertures al sostre. Habitualment es trobaven a nivell de terra o bé semienterrats, i servien per sostenir o compensar els desnivells del terreny d'una estructura important, com ara un fòrum o una vil·la romana, i en aquest cas funcionava de basis villae, o fonaments.
A més a més de la seva utilitat purament arquitectònica, els criptopòrtics, ombrius i resguardats de les inclemències meteorològiques, oferien un recer fresc i apropiat per a la conservació d'aliments com ara la carn o el gra, o bé per passejar-hi a l'hora de la calor.
Són famosos els criptopòrtics sota els fòrums d'Arle i de Reims, el del Palatí a Roma, el de la Vil·la Adriana a Tívoli o el de l'anomenada Casa del Criptopòrtic de Pompeia.
En els escrits de Plini el Jove, el terme és usat com a sinònim de cripta.